# Герб Шевченковского района
Герб Шевченковского района — официальный символ территориальной общины Шевченковского района Харьковской области. Утвержден 24 апреля 2001 г. решением XIII сессии XXIII созыва Шевченковского районного совета.

## Описание
Герб района представляет собой четырехугольный геральдический щит с закругленными нижними углами и заострениями в основе.
В почетной части щита на зеленом поле положенные накрест элементы символа Харьковской области: золотой рог изобилия и золотой кадуцей. В средней части щита на синем поле, что символизирует величие, красоту, ясность, положен золотой символ Солнца, на фоне которого — сноп пшеницы, перевязанный синей лентой.
Правая сторона щита  окутана золотыми дубовыми листьями, а левая  — колосками пшеницы; дубовые листья и колосья обвиты лазурной лентой.
Эталонные образцы герба находятся в Шевченковском районном совете и районной государственной администрации.

## Использование герба
Герб района может размещаться на зданиях и в помещениях районного совета, районной государственной администрации, органов государственной власти и местного самоуправления.
Также герб района может располагаться на архитектурных сооружениях и пользоваться в праздничных оформлениях, при изготовлении печатной рекламно-сувенирной продукции, изображаться на бланках деловых бумаг предприятий, учреждений, организаций.
Использование изображения герба осуществляется при условии получения разрешения, выдаваемого председателем районного совета или председателем районной государственной администрации. Разрешение или письменный отказ с определением ее причины выдается в течение одного месяца с момента подачи заявления. Срок действия разрешения – 1 год. После окончания срока действия необходимо получить разрешение на следующий период.